# Tupolev Tu-96
Le Tupolev Tu-96 (en (russe : Туполев Ту-96 était un prototype de bombardier stratégique intercontinental à long rayon d'action soviétique, dérivé du Tu-95 (code OTAN : Bear). Un seul exemplaire fut construit avant l’abandon du projet.

## Conception
Le Tu-96 était conçu comme une version du Tu-95 adaptée à la haute altitude. Il différait du modèle Tu-95 de base par une surface alaire agrandie, ses moteurs (des turbopropulseurs TV-16 optimisés pour la haute altitude), un fuselage et un poste de pilotage redessinés, de même que le nez de l’appareil. Il devait remplacer le Tu-95 et le Miassichtchev M-4 dans le rôle de bombardier stratégique intercontinental. Cependant, il n’était pas censé entrer dans la zone de la défense aérienne ennemie, mais seulement jouer le rôle d’avion porteur pour un avion parasite, qui réalisait la phase finale de la mission. À cette époque (au début des années 1950) le bureau d'études Tupolev (OKB-156) menait des travaux de recherche et développement sur des aéronefs composites, comprenant un avion porteur associé à des avions d’attaque supersoniques, des véhicules aériens sans pilote et des missiles balistiques lancés depuis les airs, tous porteurs d’une bombe nucléaire. L’avion d’attaque, également conçu par l’OKB Tupolev, était désigné Tu-100. Il a été envisagé en deux versions, piloté et sans équipage. Dans les deux cas, le Tu-100 était largué par son avion porteur à une distance de 800 à 1000 km de sa cible désignée, vers laquelle il volait à une vitesse de 1500 km/h, afin de percer les défenses aériennes ennemies à une vitesse supersonique. La version pilotée devait ensuite revenir vers la base aérienne amie la plus proche, à une vitesse d’environ 1000 km/h, ce qui posait la question (jamais résolue) de la capacité en carburant nécessaire pour le vol retour. Ce problème ne se posait pas pour la version sans pilote, qui ne revenait pas de son attaque.

## Engagements
La décision de construire le Tu-96 fut prise par le gouvernement de l'URSS en 1952, l’acceptation officielle du projet intervenant le 29 mars 1952. Un seul exemplaire fut construit et effectua ses essais en vol à l'été 1956. Comme les moteurs TV-16 dont il devait être doté n’étaient pas encore prêts (ils ne le furent jamais), il fit ses essais avec des moteurs TV-12 non adaptés à la haute altitude,, ce qui limitait son plafond opérationnel. Le développement du TV-16 fut abandonné alors qu’il était encore au banc d'essai, entraînant l’abandon du projet du Tu-96. Quant à l’avion parasite Tu-100, il ne dépassa pas le stade de la planche à dessin. Les travaux le concernant ont été stoppés en 1958.